# Dia dos Namorados
O Dia dos Namorados, em alguns países chamado Dia de São Valentim, é uma data especial e comemorativa na qual se celebra a união amorosa entre casais e namorados. Em alguns lugares é o dia de demonstrar afeição entre amigos, sendo comum a troca de cartões e presentes com símbolo de coração, tais como as tradicionais caixas de bombons. Em Portugal e em Angola, assim como em muitos outros países, comemora-se no dia 14 de fevereiro. No Brasil, o Dia dos Namorados é comemorado tradicionalmente no dia 12 de junho.

## Origem
O dia de São Valentim cai num dia festivo de dois mártires cristãos diferentes, de nome Valentim (padre de Roma condenado à pena capital no século III). Mas os costumes relacionados com este dia provavelmente vêm de um antigo festival romano chamado Lupercália, que se realizava todo dia 14 de fevereiro. A festa celebrava a fertilidade homenageando Juno (deusa da mulher e casamento) e Pan (deus da natureza) Também marcava o início oficial da primavera.

### No Brasil
O Dia dos Namorados foi criado pelo publicitário João Doria, que buscava uma data comemorativa para fomentar o comércio no mês de junho — considerado um mês com poucas vendas a época —, sendo comemorada no dia 12 de junho por ser véspera do 13 de junho, Dia de Santo Antônio, santo português com tradição de casamenteiro.
Doria trouxe a ideia do exterior e apresentou-a aos comerciantes paulistas, iniciando em junho de 1949 uma campanha com o lema "não é só com beijos que se prova o amor". A ideia se expandiu pelo Brasil, amparada pela correlação com o Dia de São Valentim — que nos países do hemisfério norte, ocorre em 14 de fevereiro e é utilizada para incentivar a troca de presentes entre o casal apaixonado.

## História
A história do Dia de São Valentim remonta a um obscuro dia de jejum tido em homenagem a São Valentim. A associação com o amor e romantismo chega depois do final da Idade Média, durante o qual o conceito de amor romântico foi formulado.
O bispo Valentim lutou contra as ordens do imperador Cláudio II, que havia proibido o casamento durante as guerras acreditando que os solteiros eram melhores combatentes.
Continuou celebrando casamentos, apesar da proibição do imperador. A prática foi descoberta e Valentim foi preso e condenado à morte. Enquanto estava preso, muitos jovens lhe enviavam flores e bilhetes dizendo que ainda acreditavam no amor. Enquanto aguardava na prisão o cumprimento da sua sentença, ele se apaixonou pela filha cega de um carcereiro e, milagrosamente, devolveu-lhe a visão. Antes da execução, Valentim escreveu uma mensagem de adeus para ela, na qual assinava como “Seu Namorado” ou “De seu Valentim”.
Considerado mártir pela Igreja Católica, a data de sua morte — 14 de fevereiro — também marca a véspera de lupercais, festa anual celebrada na Roma antiga em honra a deusa Juno e ao deus Pan. Um dos rituais desse festival era a passeata da fertilidade, em que os sacerdotes caminhavam pela cidade batendo em todas as mulheres com correias de couro de cabra para assegurar a fecundidade.
Outra versão diz que no século XVII, ingleses e franceses passaram a celebrar são Valentim como a união do Dia dos Namorados. A data foi adotada um século depois nos Estados Unidos, tornando-se o Saint Valentine's Day. E na Idade Média, dizia-se que o dia 14 de fevereiro era o primeiro dia de acasalamento dos pássaros. Por isso, os namorados da Idade Média usavam esta ocasião para deixar mensagens de amor na soleira da porta do(a) amado(a). Na sua forma moderna, a tradição surgiu em 1840, nos Estados Unidos, depois que Esther Howland vendeu US$ 5 000 em cartões do Dia dos Namorados, uma quantia elevada na época. Desde aí, a tradição de enviar cartões continuou crescendo, e no século XX se espalhou por todo o mundo.
Atualmente, o dia é principalmente associado à troca mútua de recados de amor em forma de objetos simbólicos. Símbolos modernos incluem a silhueta de um coração e a figura de um Cupido com asas. Iniciada no século XIX, a prática de recados manuscritos deu lugar à troca de cartões de felicitação produzidos em massa.
O dia de São Valentim era até há algumas décadas uma festa comemorada principalmente em países anglo-saxões, mas ao longo do século XX o hábito estendeu-se a muitos outros países.